# Coumestrol
 (février 2017).
Si vous disposez d'ouvrages ou d'articles de référence ou si vous connaissez des sites web de qualité traitant du thème abordé ici, merci de compléter l'article en donnant les références utiles à sa vérifiabilité et en les liant à la section « Notes et références ».
Le coumestrol est un composé organique naturel dans la classe des composés phytochimiques connus sous le nom de coumestanes. 
Le coumestrol a d'abord été identifié comme un composé avec des propriétés œstrogéniques par E. M. Bickoff dans le trèfle ladino et la luzerne en 1957. Il a suscité un intérêt de recherche en raison de son activité œstrogénique et la prévalence de certains aliments, y compris le soja, les choux de Bruxelles, les épinards et une variété de légumineuses. Les concentrations les plus élevées de coumestrol se retrouvent dans le trèfle, le Kala Chana, un type de pois chiches et les pousses de luzerne.

## Propriétés
- [3]Phyto-estrogène.
- Inhibiteur de la 17-bêta hydroxystéroïde oxydoréductase.
- Son affinité pour le récepteur bêta des œstrogènes est environ une fois et demie supérieure à celle de l'œstradiol.

Le coumestrol est un phytoestrogène, imitant l'activité biologique des œstrogènes. Les phytoestrogènes sont capables de passer à travers les membranes cellulaires en raison de leur faible poids moléculaire et structure stable, et ils sont capables d'interagir avec les enzymes et les récepteurs des cellules. Le coumestrol se lie aux ERα et ERβ avec une affinité similaire à celle de l'œstradiol (94% et 185% de l'affinité de liaison relative de l'œstradiol aux ER α et ERβ, respectivement), bien que l'activité oestrogénique du coumestrol sur les deux récepteurs soit beaucoup plus faible que celle de l'œstradiol. Dans tous les cas, le coumestrol a une activité œstrogénique qui est de 30 à 100 fois supérieure à celle des isoflavones.
La forme chimique du coumestrol oriente ses deux groupes hydroxy dans la même position que les deux groupes hydroxy dans l'estradiol, ce qui lui permet d'inhiber l'activité de l'aromatase et de la 3α-hydroxystéroïde déshydrogénase. Ces enzymes sont impliquées dans la biosynthèse des hormones stéroïdes, et l'inhibition de ces enzymes entraîne l'interférence avec le métabolisme hormonal.

## Effets thérapeutiques
Utilisé notamment lors de la ménopause afin de diminuer les bouffées de chaleur.

## Effets indésirables
Effets secondaires gastro-intestinaux (constipation, douleur, flatulence).